# Reyes Abades Tejedor
Reyes Abades Tejedor (Castilblanco, Badajoz, 25 de juliol de 1949 - 1 de febrer de 2018), va ser un especialista en efectes especials cinematogràfics espanyol. Durant la seva carrera, va ser guardonat en nou ocasions amb el Goya als millors efectes especials, a més d'haver aconseguit altres premis internacionals. També ha col·laborat a diversos programes de televisió, com La huella del crimen, El Quijote, El gran juego de la Oca, Curro Jiménez i La Regenta.
Amb quinze anys va marxar a França, i després d'estar a Luxemburg i Bèlgica el 1965 es va establir a Madrid. Va començar a dedicar-se als efectes especials el 1968 col·laborant a Patton. El 1979 va fundar la seva pròpia empresa a Torrejón de Ardoz, i aquell mateix any va començar a treballar en solitari a El corazón del bosque, de Manuel Gutiérrez Aragón. Internacionalment ha treballat amb Paul Verhoeven i Terry Gilliam. A més de treballar per al cinema i la televisión també ha participat en les cerimònies d'obertura i clausura dels Jocs Olímpics de Barcelona 92 i en la cavalcada de la Expo 92 de Sevilla, així com en l'Espectacle del Llac a Port Aventura. El 2000 fou guardonat amb la Medalla d'Extremadura i el 2010 amb la Medalla d'Or al Mèrit en les Belles Arts.

## Filmografia
| Any  | Pel·lícula                       | Director           |
| ---- | -------------------------------- | ------------------ |
| 2010 | Balada triste de trompeta        | Álex de la Iglesia |
| 2009 | Los abrazos rotos                | Pedro Almodóvar    |
| 2009 | El cónsul de Sodoma              | Sigfrid Monleón    |
| 2006 | Alatriste                        | Agustín Díaz Yanes |
| 2006 | El laberinto del fauno           | Guillermo del Toro |
| 2004 | El Lobo                          | Miguel Courtois    |
| 2001 | Buñuel y la mesa del rey Salomón | Carlos Saura       |
| 1997 | Abre los ojos                    | Alejandro Amenábar |
| 1995 | Tierra                           | Julio Médem        |
| 1995 | El día de la bestia              | Álex de la Iglesia |
| 1994 | Días contados                    | Imanol Uribe       |
| 1991 | Beltenebros                      | Pilar Miró         |
| 1990 | ¡Ay, Carmela!                    | Carlos Saura       |

## Premis
Premis Goya
| Categoria                 | Any  | Pel·lícula                               | Resultat  |
| ------------------------- | ---- | ---------------------------------------- | --------- |
| Millors efectes especials | 2017 | Zona hostil                              | Candidat  |
| Millors efectes especials | 2017 | Oro                                      | Candidat  |
| Millors efectes especials | 2010 | Balada triste de trompeta                | Guanyador |
| Millors efectes especials | 2006 | El laberinto del fauno                   | Guanyador |
| Millors efectes especials | 2004 | El Lobo                                  | Guanyador |
| Millors efectes especials | 2001 | 'Buñuel y la mesa del rey Salomón        | Guanyador |
| Millors efectes especials | 1997 | Abre los ojos                            | Candidat  |
| Millors efectes especials | 1996 | Tierra                                   | Guanyador |
| Millors efectes especials | 1995 | 'El día de la bestia                     | Guanyador |
| Millors efectes especials | 1994 | Días contados                            | Guanyador |
| Millors efectes especials | 1993 | Madregilda                               | Candidat  |
| Millors efectes especials | 1992 | Vacas                                    | Candidat  |
| Millors efectes especials | 1991 | Beltenebros                              | Guanyador |
| Millors efectes especials | 1990 | '¡Ay, Carmela!                           | Guanyador |
| Millors efectes especials | 1989 | Amanece, que no es poco                  | Candidat  |
| Millors efectes especials | 1989 | El niño de la luna                       | Candidat  |
| Millors efectes especials | 1989 | La noche oscura                          | Candidat  |
| Millors efectes especials | 1988 | El Dorado                                | Candidat  |
| Millors efectes especials | 1988 | Mujeres al borde de un ataque de nervios | Candidat  |
| Millors efectes especials | 1988 | Remando al viento                        | Candidat  |